# Frances Ha
Frances Ha – amerykański komediodramat z 2012 roku w reżyserii Noaha Baumbacha, wyprodukowany przez IFC Films.
Premiera filmu miała miejsce 1 września 2012 roku podczas Festiwalu Filmowego w Telluride w Colorado. Osiem miesięcy później premiera filmu odbyła 17 maja 2013 roku w Stanach Zjednoczonych oraz 19 lipca w Polsce.

## Opis fabuły
Akcja filmu rozgrywa się w Nowym Jorku. Pełna entuzjazmu 27-letnia Frances (Greta Gerwig) mieszka z przyjaciółką o imieniu Sophie (Mickey Summer). Żyje marzeniami o byciu tancerką, nie zważając na swój brak talentu. Pewnego dnia jej współlokatorka oznajmia, że wyprowadza się do chłopaka. Zdruzgotana Frances nie wie, co zrobić ze swoim życiem.

## Obsada
Źródło: Filmweb
- Greta Gerwig jako Frances
- Mickey Sumner jako Sophie
- Adam Driver jako Lev
- Michael Zegen jako Benji
- Patrick Heusinger jako Patch
- Michael Esper jako Dan
- Charlotte d'Amboise jako Colleen
- Grace Gummer jako Rachel
- Justine Lupe jako Nessa
- Britta Phillips jako Nadia
- Juliet Rylance jako Janelle
- Josh Hamilton jako Andy

i inni